# Oektsien
Oektsien (Hebreeuws: עוקצים, letterlijk stelen, d.i. stelen van vruchten) is het twaalfde en laatste traktaat (masechet) van de Orde Tohorot (Seder Tohorot) van de Misjna. Het is tevens het laatste traktaat van de Misjna. Het traktaat behandelt bijzonderheden over het geheel of gedeeltelijk onrein (toema) worden van spijzen en vruchten en de onreinheid van vruchtenstelen.
Het traktaat Oektsien telt 3 hoofdstukken en is daarmee het kleinste traktaat van de Orde Tohorot. In de Jeruzalemse en Babylonische Talmoed kent het traktaat geen Gemara (rabbijns commentaar op de Misjna).